# Anthurium velutinum
Anthurium velutinum är en kallaväxtart som beskrevs av Adolf Engler. Anthurium velutinum ingår i släktet Anthurium och familjen kallaväxter. Inga underarter finns listade.